# A Song for ××
A Song for ×× (×× wordt niet uitgesproken) is het debuutalbum bij een grote platenmaatschappij van de Japanse zangeres Ayumi Hamasaki uit 1999. De plaat is geproduceerd door Max Matsuura van de Avex-groep. Het album stond gedurende vier weken bovenaan de Oricon-hitlijst en bleef 63 weken in de Japanse albumlijst staan. Meer dan 1 miljoen exemplaren van het album werden verkocht.

## Nummers
Alle teksten zijn geschreven door Ayumi Hamasaki. 
| 1.                 | Proloog (instrumentaal) | 1:25 |
| 2.                 | A Song for ××           | 4:44 |
| 3.                 | Hana                    | 4:07 |
| 4.                 | Friend                  | 4:11 |
| 5.                 | Friend II               | 3:59 |
| 6.                 | Poker Face              | 4:41 |
| 7.                 | Wishing                 | 4:29 |
| 8.                 | You                     | 4:46 |
| 9.                 | As if                   | 5:36 |
| 10.                | Powder Snow             | 5:27 |
| 11.                | Trust                   | 4:48 |
| 12.                | Depend on You           | 4:20 |
| 13.                | Signal                  | 4:25 |
| 14.                | From Your Letter        | 4:38 |
| 15.                | For My Dear...          | 4:33 |
| 16.                | Present                 | 4:31 |
| Totale duur: 70:38 |                         |      |